# FA Cup 2015/16
De FA Cup 2015–2016 is de 135ste editie van de oudste bekercompetitie ter wereld, de Engelse FA Cup. Vanwege sponsordoeleinden staat het kampioenschap ook wel bekend als de Emirates FA Cup. Aan dit bekertoernooi deden in totaal 736 voetbalclubs mee uit Engeland en Wales. De competitie begon op 15 augustus 2015 met de eerste kwalificatierondes en eindigt op 21 mei 2016 met de finale in het Wembley Stadium in Londen. Arsenal is titelverdediger, door de laatste twee edities van dit bekertoernooi te winnen. Winnaar werd Manchester United na een 2-1 zege in de finale tegen Crystal Palace

## Competitieschema en lotingen
De FA Cup bestaat uit verschillende knock-outrondes. Na elke ronde zal er opnieuw een loting plaatsvinden welke teams er tegen elkaar zullen uitkomen. Onderstaand schema laat de volgorde van het toernooi zien en wanneer de lotingen plaatsvinden.
| Fase               | Ronde                    | Lotingsdatum      | Wedstrijddatum      |
| ------------------ | ------------------------ | ----------------- | ------------------- |
| Kwalificatierondes | Extra voorronde          | 3 juli 2015       | 15 augustus 2015    |
| Kwalificatierondes | Voorronde                | 3 juli 2015       | 29 augustus 2015    |
| Kwalificatierondes | Eerste kwalificatieronde | 24 augustus 2015  | 12 september 2015   |
| Kwalificatierondes | Tweede kwalificatieronde | 14 september 2015 | 26 september 2015   |
| Kwalificatierondes | Derde kwalificatieronde  | 28 september 2015 | 10 oktober 2015     |
| Kwalificatierondes | Vierde kwalificatieronde | 12 oktober        | 24 oktober 2015     |
| Hoofdtoernooi      | Eerste ronde             | 26 oktober 2015   | 7 november 2015     |
| Hoofdtoernooi      | Tweede ronde             | 9 november 2015   | 5 december 2015     |
| Hoofdtoernooi      | Derde ronde              | 7 december 2015   | 9 januari 2016      |
| Hoofdtoernooi      | Vierde ronde             | 11 januari 2016   | 30 januari 2016     |
| Hoofdtoernooi      | Vijfde ronde             | 31 januari 2016   | 20 februari 2016    |
| Hoofdtoernooi      | Kwartfinales             | 21 februari 2016  | 12 maart 2016       |
| Hoofdtoernooi      | Halve finales            | 14 maart 2016     | 23 en 24 april 2016 |
| Hoofdtoernooi      | Finale                   | 14 maart 2016     | 21 mei 2016         |

## Deelnemende teams
In de kwalificatierondes van het toernooi nemen nog alleen de Non-League-voetbalclubs (clubs uit de 5e divisie en lager) deel aan het toernooi, vanaf het hoofdtoernooi zullen ook de voetbalclubs uit de hoogste vier divisies zich aan het toernooi toevoegen. In onderstaande tabel is terug te vinden wanneer de clubs instromen in het toernooi. Vanaf het moment van instromen geldt er geen geplaatste status, wat betekent dat elk clubs elke andere willekeurige club kan loten.
| Ronde         | Aantal teams nog in het toernooi | Aantal teams dat deze ronde spelen | Winnaars uit vorige ronde | Nieuwe teams deze ronde | Profclubs uit deze league zullen deelnemen vanaf deze ronde |
| ------------- | -------------------------------- | ---------------------------------- | ------------------------- | ----------------------- | ----------------------------------------------------------- |
| Eerste ronde  | 124                              | 80                                 | 32                        | 48                      | Football League One Football League Two                     |
| Tweede ronde  | 84                               | 40                                 | 40                        | -                       | -                                                           |
| Derde ronde   | 64                               | 64                                 | 20                        | 44                      | Premier League Football League Championship                 |
| Vierde ronde  | 32                               | 32                                 | 32                        | -                       | -                                                           |
| Vijfde ronde  | 16                               | 16                                 | 16                        | -                       | -                                                           |
| Kwartfinales  | 8                                | 8                                  | 8                         | -                       | -                                                           |
| Halve finales | 4                                | 4                                  | 4                         | -                       | -                                                           |
| Finale        | 2                                | 2                                  | 2                         | -                       | -                                                           |

## Prijzengeld
| Ronde                             | Aantal clubs die prijzengeld ontvangen | Prijzengeld per club (£) | Totaal prijzengeld deze ronde (£) |
| --------------------------------- | -------------------------------------- | ------------------------ | --------------------------------- |
| Winnaars extra voorronde          | 184                                    | 1.500                    | 276.000                           |
| Voorronde winnaars                | 160                                    | 1.925                    | 308.000                           |
| Winnaars eerste kwalificatieronde | 116                                    | 3.000                    | 348.000                           |
| Winnaars tweede kwalificatieronde | 80                                     | 4.500                    | 360.000                           |
| Winnaars derde kwalificatieronde  | 40                                     | 7.500                    | 300.000                           |
| Winnaars vierde kwalificatieronde | 32                                     | 12.500                   | 400.000                           |
| Winnaars eerste ronde             | 40                                     | 18.000                   | 720.000                           |
| Winnaars tweede ronde             | 20                                     | 27.000                   | 540.000                           |
| Winnaars derde ronde              | 32                                     | 67.500                   | 2.160.000                         |
| Winnaars vierde ronde             | 16                                     | 90.000                   | 1.440.000                         |
| Winnaars vijfde ronde             | 8                                      | 180.000                  | 1.440.000                         |
| Winnaars kwartfinales             | 4                                      | 360.000                  | 1.440.000                         |
| Verliezers halve finales          | 2                                      | 450.000                  | 900.000                           |
| Winnaars halve finales            | 2                                      | 900.000                  | 1.800.000                         |
| Runner-up finale                  | 1                                      | 900.000                  | 900.000                           |
| Winnaar finale                    | 1                                      | 1.800.000                | 1.800.000                         |
| Totaal                            |                                        |                          | 15.132.000                        |

## Eerste ronde
De loting voor de eerste ronde vond plaats op 26 oktober 2015 op het clubhuis van de FA Charter Standard Community Club Thackley Juniors FC in Thackley in West Yorkshire,  en werd live uitgezonden op BBC Two. Alle eerste ronde wedstrijden werden gespeeld in het weekend van 7 november 2015. 32 Non-League-teams uit het kwalificatietoernooi en 48 teams uit de derde (League One) en vierde profdivisie (League Two) namen deel aan de eerste ronde van het hoofdtoernooi. De twee laagst gekwalificeerde teams nog actief in deze ronden waren Northwich Victoria en Didcot Town, beide uitkomend in de achtste Engelse voetbaldivisie. Northwich Victoria wist zelfs de tweede ronde te behalen en werd zo het laagst kwalificeerde team in de tweede ronde.
|                       |                   |                  |                                    |                                                                |
| 7 november 2015 15:00 | Burton Albion (3) | 0–3              | Peterborough United (3)            | Pirelli Stadium Toeschouwers: 2,517 Scheidsrechter: David Webb |
| 7 november 2015 15:00 |                   | Wedstrijdverslag | Washington 41', 71' J Anderson 84' | Pirelli Stadium Toeschouwers: 2,517 Scheidsrechter: David Webb |

|                       |               |                  |                       |                                                             |
| 8 november 2015 15:00 | Port Vale (3) | 1–1              | Maidenhead United (6) | Vale Park Toeschouwers: 3,977 Scheidsrechter: Adrian Holmes |
| 8 november 2015 15:00 | Moore 31'     | Wedstrijdverslag | Mulley 90+4'          | Vale Park Toeschouwers: 3,977 Scheidsrechter: Adrian Holmes |

|                               |                       |                  |                                    |                                                               |
| 19 november 2015 19:45 Replay | Maidenhead United (6) | 1–3              | Port Vale (3)                      | York Road Toeschouwers: 2,212 Scheidsrechter: Dean Whitestone |
| 19 november 2015 19:45 Replay | Massey 15'            | Wedstrijdverslag | O'Connor 35' Leitch-Smith 49', 57' | York Road Toeschouwers: 2,212 Scheidsrechter: Dean Whitestone |

|                       |                       |                  |               |                                                                    |
| 7 november 2015 15:00 | Barnet (4)            | 2–0              | Blackpool (3) | The Hive Stadium Toeschouwers: 1,869 Scheidsrechter: Kevin Johnson |
| 7 november 2015 15:00 | Champion 36' Gash 41' | Wedstrijdverslag |               | The Hive Stadium Toeschouwers: 1,869 Scheidsrechter: Kevin Johnson |

|                       |                    |                  |                    |                                                                  |
| 8 november 2015 14:00 | Bristol Rovers (4) | 0–1              | Chesham United (7) | Memorial Stadium Toeschouwers: 5,181 Scheidsrechter: Andy Davies |
| 8 november 2015 14:00 |                    | Wedstrijdverslag | Blake 77'          | Memorial Stadium Toeschouwers: 5,181 Scheidsrechter: Andy Davies |

|                       |                      |                  |                      |                                                               |
| 7 november 2015 15:00 | Cambridge United (4) | 1–0              | Basingstoke Town (6) | Abbey Stadium Toeschouwers: 2,974 Scheidsrechter: John Brooks |
| 7 november 2015 15:00 | Hughes 19'           | Wedstrijdverslag |                      | Abbey Stadium Toeschouwers: 2,974 Scheidsrechter: John Brooks |

|                       |                    |     |                     |                                                                |
| 7 november 2015 15:00 | Mansfield Town (4) | 0–0 | Oldham Athletic (3) | Field Mill Toeschouwers: 2,886 Scheidsrechter: Tony Harrington |
| 7 november 2015 15:00 | Wedstrijdverslag   |     |                     | Field Mill Toeschouwers: 2,886 Scheidsrechter: Tony Harrington |

|                               |                            |                  |                    |                                                               |
| 17 november 2015 19:45 Replay | Oldham Athletic (3)        | 2–0              | Mansfield Town (4) | Boundary Park Toeschouwers: 1,893 Scheidsrechter: Lee Collins |
| 17 november 2015 19:45 Replay | Philliskirk 70' Poleon 78' | Wedstrijdverslag |                    | Boundary Park Toeschouwers: 1,893 Scheidsrechter: Lee Collins |

|                       |                |                  |              |                                                           |
| 7 november 2015 15:00 | Altrincham (5) | 1–0              | Barnsley (3) | Moss Lane Toeschouwers: 2,571 Scheidsrechter: Andy Haines |
| 7 november 2015 15:00 | Reeves 46'     | Wedstrijdverslag |              | Moss Lane Toeschouwers: 2,571 Scheidsrechter: Andy Haines |

|                       |                     |                  |                     |                                                                    |
| 7 november 2015 15:00 | Crewe Alexandra (3) | 0–1              | Eastleigh (5)       | Alexandra Stadium Toeschouwers: 3,008 Scheidsrechter: Carl Boyeson |
| 7 november 2015 15:00 |                     | Wedstrijdverslag | Strevens 75' (pen.) | Alexandra Stadium Toeschouwers: 3,008 Scheidsrechter: Carl Boyeson |

|                       |                        |                  |                  |                                                              |
| 7 november 2015 15:00 | Northwich Victoria (8) | 1–1              | Boreham Wood (5) | Wincham Park Toeschouwers: 502 Scheidsrechter: Wayne Barratt |
| 7 november 2015 15:00 | Williams 12'           | Wedstrijdverslag | Morias 23'       | Wincham Park Toeschouwers: 502 Scheidsrechter: Wayne Barratt |

|                               |                  |                  |                         |                                                            |
| 16 november 2015 19:45 Replay | Boreham Wood (5) | 1–2              | Northwich Victoria (8)  | Meadow Park Toeschouwers: 512 Scheidsrechter: Andy Woolmer |
| 16 november 2015 19:45 Replay | MacDonald 90'    | Wedstrijdverslag | Williams 28' Astles 52' | Meadow Park Toeschouwers: 512 Scheidsrechter: Andy Woolmer |

|                       |                   |                  |                         |                                                                |
| 7 november 2015 15:00 | Coventry City (3) | 1–2              | Northampton Town (4)    | Ricoh Arena Toeschouwers: 9,124 Scheidsrechter: Darren Handley |
| 7 november 2015 15:00 | Murphy 10'        | Wedstrijdverslag | Diamond 5' Richards 18' | Ricoh Arena Toeschouwers: 9,124 Scheidsrechter: Darren Handley |

|                       |                         |                  |                                   |                                                                 |
| 8 november 2015 14:00 | Brackley Town (6)       | 2–2              | Newport County (4)                | St. James Park Toeschouwers: 1,708 Scheidsrechter: Mark Haywood |
| 8 november 2015 14:00 | Graham 59' McDonald 90' | Wedstrijdverslag | John-Lewis 15' (pen.) Bennett 41' | St. James Park Toeschouwers: 1,708 Scheidsrechter: Mark Haywood |

|                               |                                                          |                  |                   |                                                                  |
| 17 november 2015 19:45 Replay | Newport County (4)                                       | 4–1              | Brackley Town (6) | Rodney Parade Toeschouwers: 1,511 Scheidsrechter: Stuart Attwell |
| 17 november 2015 19:45 Replay | John-Lewis 1' Klukowski 17' Rodman 63' Hawtin 71' (e.d.) | Wedstrijdverslag | Hawtin 39'        | Rodney Parade Toeschouwers: 1,511 Scheidsrechter: Stuart Attwell |

|                       |                                                      |                  |                     |                                                                |
| 7 november 2015 15:00 | Grimsby Town (5)                                     | 5–1              | St. Albans City (6) | Blundell Park Toeschouwers: 2,263 Scheidsrechter: Ryan Johnson |
| 7 november 2015 15:00 | Townsend 30' Amond 45', 90' Pittman 71' Marshall 84' | Wedstrijdverslag | Theophanous 62'     | Blundell Park Toeschouwers: 2,263 Scheidsrechter: Ryan Johnson |

|                       |                       |                  |                     |                                                                |
| 7 november 2015 15:00 | Hartlepool United (4) | 1–0              | Cheltenham Town (5) | Victoria Park Toeschouwers: 2,287 Scheidsrechter: James Adcock |
| 7 november 2015 15:00 | Oyenuga 45'           | Wedstrijdverslag |                     | Victoria Park Toeschouwers: 2,287 Scheidsrechter: James Adcock |

|                       |                      |                  |                  |                                         |
| 6 november 2015 19:55 | Salford City (7)     | 2–0              | Notts County (4) | Moor Lane Scheidsrechter: Andrew Madley |
| 6 november 2015 19:55 | Webber 46' Allen 73' | Wedstrijdverslag |                  | Moor Lane Scheidsrechter: Andrew Madley |

|                       |                    |                  |                           |                                                                            |
| 7 november 2015 15:00 | Dover Athletic (5) | 1–2              | Stourbridge (7)           | Crabble Athletic Ground Toeschouwers: 1,392 Scheidsrechter: Richard Martin |
| 7 november 2015 15:00 | Thomas 33'         | Wedstrijdverslag | Lait 8' Hawley 69' (pen.) | Crabble Athletic Ground Toeschouwers: 1,392 Scheidsrechter: Richard Martin |

|                       |                                              |                  |                |                                                                 |
| 7 november 2015 15:00 | Stevenage (4)                                | 3–0              | Gillingham (3) | Broadhall Way Toeschouwers: 1,619 Scheidsrechter: Trevor Kettle |
| 7 november 2015 15:00 | Schumacher 13' Whelpdale 29' Gnanduillet 90' | Wedstrijdverslag |                | Broadhall Way Toeschouwers: 1,619 Scheidsrechter: Trevor Kettle |

|                       |                                     |                  |               |                                                          |
| 7 november 2015 15:00 | Millwall (3)                        | 3–1              | AFC Fylde (6) | The Den Toeschouwers: 3,445 Scheidsrechter: Steve Martin |
| 7 november 2015 15:00 | O´Brien 54' Gregory 60' Morison 88' | Wedstrijdverslag | Whittle 62'   | The Den Toeschouwers: 3,445 Scheidsrechter: Steve Martin |

|                       |                    |     |                   |                                                                 |
| 8 november 2015 14:00 | Aldershot Town (5) | 0–0 | Bradford City (3) | Recreation Ground Toeschouwers: 2,640 Scheidsrechter: Ben Toner |
| 8 november 2015 14:00 | Wedstrijdverslag   |     |                   | Recreation Ground Toeschouwers: 2,640 Scheidsrechter: Ben Toner |

|                               |                              |                  |                    |                                                              |
| 18 november 2015 19:45 Replay | Bradford City (3)            | 2–0              | Aldershot Town (5) | Valley Parade Toeschouwers: 2,930 Scheidsrechter: Keith Hill |
| 18 november 2015 19:45 Replay | Leigh 61' McMahon 76' (pen.) | Wedstrijdverslag |                    | Valley Parade Toeschouwers: 2,930 Scheidsrechter: Keith Hill |

|                       |                       |                  |                    |                                                               |
| 7 november 2015 15:00 | Walsall (3)           | 2–0              | Fleetwood Town (3) | Bescot Stadium Toeschouwers: 2,532 Scheidsrechter: Ross Joyce |
| 7 november 2015 15:00 | Evans 19' Forde 90+2' | Wedstrijdverslag |                    | Bescot Stadium Toeschouwers: 2,532 Scheidsrechter: Ross Joyce |

|                       |                                             |                  |                    |                                                           |
| 7 november 2015 15:00 | Bury (3)                                    | 4–0              | Wigan Athletic (3) | Gigg Lane Toeschouwers: 3,856 Scheidsrechter: David Coote |
| 7 november 2015 15:00 | Pope 19' Mayor 34' Cameron 45+2' Clarke 65' | Wedstrijdverslag |                    | Gigg Lane Toeschouwers: 3,856 Scheidsrechter: David Coote |

|                       |                |                  |                       |                                                             |
| 7 november 2015 15:00 | Portsmouth (4) | 2–1              | Macclesfield Town (5) | Fratton Park Toeschouwers: 9,834 Scheidsrechter: Lee Swabey |
| 7 november 2015 15:00 | McGurk 3', 45' | Wedstrijdverslag | Dennis 15'            | Fratton Park Toeschouwers: 9,834 Scheidsrechter: Lee Swabey |

|                       |                                          |                  |                    |                                                                 |
| 7 november 2015 15:00 | Sheffield United (3)                     | 3–0              | Worcester City (6) | Bramall Lane Toeschouwers: 11,108 Scheidsrechter: Simon Bennett |
| 7 november 2015 15:00 | Baxter 19' (pen.) Sammon 81' Freeman 90' | Wedstrijdverslag |                    | Bramall Lane Toeschouwers: 11,108 Scheidsrechter: Simon Bennett |

|                       |             |                  |                                   |                                                             |
| 7 november 2015 15:00 | Barwell (7) | 0–2              | Welling United (5)                | Kirkby Road Toeschouwers: 843 Scheidsrechter: Steve Rushton |
| 7 november 2015 15:00 |             | Wedstrijdverslag | Wellard 34' Oluwabunmi Bakare 90' | Kirkby Road Toeschouwers: 843 Scheidsrechter: Steve Rushton |

|                       |                     |                  |                                                       |                                                               |
| 8 november 2015 14:00 | FC Halifax Town (5) | 0–4              | Wycombe Wanderers (4)                                 | The Shay Toeschouwers: 1,789 Scheidsrechter: Graham Salisbury |
| 8 november 2015 14:00 |                     | Wedstrijdverslag | Thompson 17' Jombati 65' Kretzschmar 84' Holloway 90' | The Shay Toeschouwers: 1,789 Scheidsrechter: Graham Salisbury |

|                       |                  |                  |                  |                                                                      |
| 7 november 2015 15:00 | Crawley Town (4) | 1–2              | Luton Town (4)   | Broadfield Stadium Toeschouwers: 1,929 Scheidsrechter: Nick Kinseley |
| 7 november 2015 15:00 | Harrold 63'      | Wedstrijdverslag | McQuoid 54', 89' | Broadfield Stadium Toeschouwers: 1,929 Scheidsrechter: Nick Kinseley |

|                       |                      |                  |                        |                                                                 |
| 7 november 2015 15:00 | Doncaster Rovers (3) | 2–0              | Stalybridge Celtic (6) | Keepmoat Stadium Toeschouwers: 3,991 Scheidsrechter: Martin Coy |
| 7 november 2015 15:00 | Williams 3', 68'     | Wedstrijdverslag |                        | Keepmoat Stadium Toeschouwers: 3,991 Scheidsrechter: Martin Coy |

|                       |                 |                  |                                       |                                                                        |
| 8 november 2015 12:00 | Didcot Town (8) | 0–3              | Exeter City (4)                       | Loop Meadow Stadium Toeschouwers: 2,707 Scheidsrechter: Chris Kavanagh |
| 8 november 2015 12:00 |                 | Wedstrijdverslag | Morrison 48' Nichols 73' Nicholls 78' | Loop Meadow Stadium Toeschouwers: 2,707 Scheidsrechter: Chris Kavanagh |

|                       |                          |     |               |                                                              |
| 7 november 2015 15:00 | Dagenham & Redbridge (4) | 0–0 | Morecambe (4) | Victoria Road Toeschouwers: 900 Scheidsrechter: Tim Robinson |
| 7 november 2015 15:00 | Wedstrijdverslag         |     |               | Victoria Road Toeschouwers: 900 Scheidsrechter: Tim Robinson |

|                               |                         |                  |                                               |                                                                  |
| 17 november 2015 19:45 Replay | Morecambe (4)           | 2–4              | Dagenham & Redbridge (4)                      | Globe Arena Toeschouwers: 1,176 Scheidsrechter: Geoff Eltringham |
| 17 november 2015 19:45 Replay | Barkhuizen 6' Wildig 7' | Wedstrijdverslag | Vassell 13' (pen.), 50' Dunne 37' Labadie 70' | Globe Arena Toeschouwers: 1,176 Scheidsrechter: Geoff Eltringham |

|                       |                                                        |                  |                  |                                                                |
| 7 november 2015 15:00 | Leyton Orient (4)                                      | 6–1              | Staines Town (7) | Brisbane Road Toeschouwers: 2,287 Scheidsrechter: Robert Jones |
| 7 november 2015 15:00 | Palmer 8', 13' Cox 12', 33' Marquis 89' Clohessy 90+4' | Wedstrijdverslag | Purse 23'        | Brisbane Road Toeschouwers: 2,287 Scheidsrechter: Robert Jones |

|                       |                          |                  |                     |                                                               |
| 8 november 2015 14:00 | Gainsborough Trinity (6) | 0–1              | Shrewsbury Town (3) | The Northolme Toeschouwers: 2,180 Scheidsrechter: Darren Bond |
| 8 november 2015 14:00 |                          | Wedstrijdverslag | Collins 71'         | The Northolme Toeschouwers: 2,180 Scheidsrechter: Darren Bond |

|                       |                      |                  |                 |                                                                    |
| 8 november 2015 14:00 | Maidstone United (6) | 0–1              | Yeovil Town (4) | Gallagher Stadium Toeschouwers: 2,811 Scheidsrechter: Michael Bull |
| 8 november 2015 14:00 |                      | Wedstrijdverslag | Fogden 55'      | Gallagher Stadium Toeschouwers: 2,811 Scheidsrechter: Michael Bull |

|                       |                    |                  |                   |                                                              |
| 8 november 2015 14:00 | Braintree Town (5) | 1–1              | Oxford United (4) | Cressing Road Toeschouwers: 1,248 Scheidsrechter: Phil Gibbs |
| 8 november 2015 14:00 | Davis 63'          | Wedstrijdverslag | Taylor 15'        | Cressing Road Toeschouwers: 1,248 Scheidsrechter: Phil Gibbs |

|                               |                                    |                  |                    |                                                                   |
| 17 november 2015 19:45 Replay | Oxford United (4)                  | 3–1              | Braintree Town (5) | Kassam Stadium Toeschouwers: 3,265 Scheidsrechter: Darren England |
| 17 november 2015 19:45 Replay | Sercombe 42' Hoban 64', 80' (pen.) | Wedstrijdverslag | David 33' (pen.)   | Kassam Stadium Toeschouwers: 3,265 Scheidsrechter: Darren England |

|                       |                                                            |                  |                                |                                                                                |
| 8 november 2015 15:00 | Whitehawk (6)                                              | 5–3              | Lincoln City (5)               | The Enclosed Ground Toeschouwers: 1,342 Scheidsrechter: Constantine Hatzidakis |
| 8 november 2015 15:00 | Mills 6' Robinson 27' Deering 58', 90+6' (pen.) Martin 86' | Wedstrijdverslag | Rhead 45+5' (pen.), 63', 90+1' | The Enclosed Ground Toeschouwers: 1,342 Scheidsrechter: Constantine Hatzidakis |

|                       |                                              |                  |                          |                                                              |
| 7 november 2015 15:00 | Accrington Stanley (4)                       | 3–2              | York City (4)            | Crown Ground Toeschouwers: 1,475 Scheidsrechter: Fred Graham |
| 7 november 2015 15:00 | McConville 29' Crooks 36' Windass 48' (pen.) | Wedstrijdverslag | Oliver 34' Coulson 90+2' | Crown Ground Toeschouwers: 1,475 Scheidsrechter: Fred Graham |

|                       |                       |                  |                     |                                                                |
| 7 november 2015 15:00 | Scunthorpe United (3) | 2–1              | Southend United (3) | Glanford Park Toeschouwers: 3,335 Scheidsrechter: Peter Bankes |
| 7 november 2015 15:00 | Madden 16', 78'       | Wedstrijdverslag | Leonard 30'         | Glanford Park Toeschouwers: 3,335 Scheidsrechter: Peter Bankes |

|                       |                   |                  |                         |                                                                |
| 7 november 2015 15:00 | AFC Wimbledon (4) | 1–2              | Forest Green Rovers (5) | Kingsmeadow Toeschouwers: 2,465 Scheidsrechter: Graham Horwood |
| 7 november 2015 15:00 | Kennedy 24'       | Wedstrijdverslag | Carter 6' Frear 90+3'   | Kingsmeadow Toeschouwers: 2,465 Scheidsrechter: Graham Horwood |

|                       |                     |                  |                      |                                                                  |
| 7 november 2015 15:00 | Plymouth Argyle (4) | 0–2              | Carlisle United (4)  | Home Park Toeschouwers: 6,005 Scheidsrechter: Charles Breakspear |
| 7 november 2015 15:00 |                     | Wedstrijdverslag | Sweeney 23' Hope 41' | Home Park Toeschouwers: 6,005 Scheidsrechter: Charles Breakspear |

|                       |                             |                  |                                           |                                                                     |
| 9 november 2015 19:45 | FC United of Manchester (6) | 1–4              | Chesterfield (3)                          | Broadhurst Park Toeschouwers: 2,916 Scheidsrechter: Oliver Langford |
| 9 november 2015 19:45 | Ashworth 90+1'              | Wedstrijdverslag | Ariyibi 7' Novak 12' Simons 68' Banks 87' | Broadhurst Park Toeschouwers: 2,916 Scheidsrechter: Oliver Langford |

|                       |                                   |                  |                  |                                                                      |
| 7 november 2015 15:00 | Rochdale (3)                      | 3–1              | Swindon Town (3) | Spotland Stadium Toeschouwers: 2,060 Scheidsrechter: Chris Sarginson |
| 7 november 2015 15:00 | Mendez-Laing 24', 46', 69' (pen.) | Wedstrijdverslag | Ajose 71' (pen.) | Spotland Stadium Toeschouwers: 2,060 Scheidsrechter: Chris Sarginson |

|                       |                                  |                  |                                                 |                                                                 |
| 7 november 2015 15:00 | Wealdstone (6)                   | 2–6              | Colchester United (3)                           | Vale Stadium Toeschouwers: 2,440 Scheidsrechter: Brendan Malone |
| 7 november 2015 15:00 | Louis 31' (pen.) Hudson-Odoi 38' | Wedstrijdverslag | Bonne 26', 44', 47', 68' Moncur 82' Sordell 90' | Vale Stadium Toeschouwers: 2,440 Scheidsrechter: Brendan Malone |

## Tweede ronde
De loting voor de tweede ronde van de FA Cup vond plaats op 9 november bij Civil Service, in Chiswick, Londen, en was live te volgen via BBC Two. 
De tweede ronde werd gespeeld in het weekend van 4–7 december 2015.
Northwich Victoria, uitkomend in de Engelse 8e divisie was het laagst geklasseerde team dat nog in de FA Cup zat.
|                           |                  |                  |                       |                                                          |
| 4 december 2015 19:55 GMT | Salford City (7) | 1–1              | Hartlepool United (4) | Moor Lane Toeschouwers: 1,400 Scheidsrechter: Gavin Ward |
| 4 december 2015 19:55 GMT | O'Halloran 23'   | Wedstrijdverslag | Oates 8' (pen.)       | Moor Lane Toeschouwers: 1,400 Scheidsrechter: Gavin Ward |

|                                   |                          |                  |                  |               |
| 15 december 2015 19:45 GMT Replay | Hartlepool United (4)    | 2–0              | Salford City (7) | Victoria Park |
| 15 december 2015 19:45 GMT Replay | Fenwick 97' Mandron 120' | Wedstrijdverslag |                  | Victoria Park |

|                           |            |                  |                    |                                                                      |
| 5 december 2015 15:00 GMT | Barnet (4) | 0–1              | Newport County (4) | The Hive Stadium Toeschouwers: 1,767 Scheidsrechter: Dean Whitestone |
| 5 december 2015 15:00 GMT |            | Wedstrijdverslag | Boden 59'          | The Hive Stadium Toeschouwers: 1,767 Scheidsrechter: Dean Whitestone |

|                           |                |                  |                        |                                                                            |
| 5 december 2015 15:00 GMT | Portsmouth (4) | 1–0              | Accrington Stanley (4) | Fratton Park, Portsmouth Toeschouwers: 9,258 Scheidsrechter: Kevin Johnson |
| 5 december 2015 15:00 GMT | McGurk 21'     | Wedstrijdverslag |                        | Fratton Park, Portsmouth Toeschouwers: 9,258 Scheidsrechter: Kevin Johnson |

|                           |                 |                  |                         |                                                                   |
| 5 december 2015 15:00 GMT | Stourbridge (7) | 0–2              | Eastleigh (5)           | War Memorial Ground Toeschouwers: 2,086 Scheidsrechter: Ben Toner |
| 5 december 2015 15:00 GMT |                 | Wedstrijdverslag | Constable 59' Payne 77' | War Memorial Ground Toeschouwers: 2,086 Scheidsrechter: Ben Toner |

|                           |                                          |                  |                        |                                                                    |
| 5 december 2015 15:00 GMT | Northampton Town (4)                     | 3–2              | Northwich Victoria (8) | Sixfields Stadium Toeschouwers: 3,837 Scheidsrechter: Paul Tierney |
| 5 december 2015 15:00 GMT | Hoskins 83' Taylor 85' Calvert-Lewin 87' | Wedstrijdverslag | Ball 44' Bennett 63'   | Sixfields Stadium Toeschouwers: 3,837 Scheidsrechter: Paul Tierney |

|                           |                 |                  |               |                                                                |
| 5 december 2015 15:00 GMT | Yeovil Town (4) | 1–0              | Stevenage (4) | Huish Park Toeschouwers: 2,264 Scheidsrechter: Chris Sarginson |
| 5 december 2015 15:00 GMT | Tozer 86'       | Wedstrijdverslag |               | Huish Park Toeschouwers: 2,264 Scheidsrechter: Chris Sarginson |

|                           |                   |     |                       |                                                                   |
| 5 december 2015 15:00 GMT | Leyton Orient (4) | 0–0 | Scunthorpe United (3) | Brisbane Road Toeschouwers: 2,540 Scheidsrechter: James Linington |
| 5 december 2015 15:00 GMT | Wedstrijdverslag  |     |                       | Brisbane Road Toeschouwers: 2,540 Scheidsrechter: James Linington |

|                                   |                                           |                  |                   |                                                              |
| 15 december 2015 19:45 GMT Replay | Scunthorpe United (3)                     | 3–0              | Leyton Orient (4) | Glanford Park Toeschouwers: 3,082 Scheidsrechter: David Webb |
| 15 december 2015 19:45 GMT Replay | M'voto 55' (e.d.) King 60' Adelakun 90+4' | Wedstrijdverslag |                   | Glanford Park Toeschouwers: 3,082 Scheidsrechter: David Webb |

|                           |              |                  |                          |                                                         |
| 5 december 2015 15:00 GMT | Millwall (3) | 1–2              | Wycombe Wanderers (4)    | The Den Toeschouwers: 3,960 Scheidsrechter: Fred Graham |
| 5 december 2015 15:00 GMT | Thompson 57' | Wedstrijdverslag | Hayes 50' Harriman 90+4' | The Den Toeschouwers: 3,960 Scheidsrechter: Fred Graham |

|                           |                  |                  |               |                                                                  |
| 5 december 2015 15:00 GMT | Chesterfield (3) | 1–1              | Walsall (3)   | Proact Stadium Toeschouwers: 4,126 Scheidsrechter: Richard Clark |
| 5 december 2015 15:00 GMT | Novak 90+3'      | Wedstrijdverslag | Demetriou 19' | Proact Stadium Toeschouwers: 4,126 Scheidsrechter: Richard Clark |

|                                   |                                          |     |                           |                                                                       |
| 15 december 2015 19:45 GMT Replay | Walsall (3)                              | 0–0 | Chesterfield (3)          | Bescot Stadium Toeschouwers: 2,953 Scheidsrechter: Charles Breakspear |
| 15 december 2015 19:45 GMT Replay | Wedstrijdverslag                         |     |                           | Bescot Stadium Toeschouwers: 2,953 Scheidsrechter: Charles Breakspear |
| 15 december 2015 19:45 GMT Replay | Strafschoppen                            |     |                           | Bescot Stadium Toeschouwers: 2,953 Scheidsrechter: Charles Breakspear |
| 15 december 2015 19:45 GMT Replay | Sawyers Demetriou Evans Lalkovič Downing | 5–3 | O'Shea Morsy Novak O'Neil | Bescot Stadium Toeschouwers: 2,953 Scheidsrechter: Charles Breakspear |

|                           |                      |                  |                     |                                                                 |
| 5 december 2015 15:00 GMT | Sheffield United (3) | 1–0              | Oldham Athletic (3) | Bramall Lane Toeschouwers: 6,938 Scheidsrechter: Eddie Ilderton |
| 5 december 2015 15:00 GMT | Done 47'             | Wedstrijdverslag |                     | Bramall Lane Toeschouwers: 6,938 Scheidsrechter: Eddie Ilderton |

|                           |              |                  |          |                                                                      |
| 6 december 2015 12:00 GMT | Rochdale (3) | 0–1              | Bury (3) | Spotland Stadium Toeschouwers: 4,887 Scheidsrechter: Darren Drysdale |
| 6 december 2015 12:00 GMT |              | Wedstrijdverslag | Rose 8'  | Spotland Stadium Toeschouwers: 4,887 Scheidsrechter: Darren Drysdale |

|                           |                                             |                  |                    |                                                                |
| 6 december 2015 14:00 GMT | Bradford City (3)                           | 4–0              | Chesham United (7) | Valley Parade Toeschouwers: 6,047 Scheidsrechter: Scott Duncan |
| 6 december 2015 14:00 GMT | Reid 22' Hanson 43' Liddle 90+1' Cole 90+2' | Wedstrijdverslag |                    | Valley Parade Toeschouwers: 6,047 Scheidsrechter: Scott Duncan |

|                           |                             |                  |                |                                                                      |
| 6 december 2015 14:00 GMT | Peterborough United (3)     | 2–0              | Luton Town (4) | London Road Stadium Toeschouwers: 8,329 Scheidsrechter: Nigel Miller |
| 6 december 2015 14:00 GMT | Washington 35' Maddison 82' | Wedstrijdverslag |                | London Road Stadium Toeschouwers: 8,329 Scheidsrechter: Nigel Miller |

|                           |                         |                  |               |                                                                  |
| 6 december 2015 14:00 GMT | Exeter City (4)         | 2–0              | Port Vale (3) | St. James Park Toeschouwers: 3,565 Scheidsrechter: Trevor Kettle |
| 6 december 2015 14:00 GMT | Tillson 19' Watkins 89' | Wedstrijdverslag |               | St. James Park Toeschouwers: 3,565 Scheidsrechter: Trevor Kettle |

|                           |                      |                  |                         |                                                              |
| 6 december 2015 14:00 GMT | Cambridge United (4) | 1–3              | Doncaster Rovers (3)    | Abbey Stadium Toeschouwers: 3,951 Scheidsrechter: Mark Brown |
| 6 december 2015 14:00 GMT | Berry 23'            | Wedstrijdverslag | Grant 46', 57' Lund 56' | Abbey Stadium Toeschouwers: 3,951 Scheidsrechter: Mark Brown |

|                           |                    |                  |                                                    |                                                                 |
| 6 december 2015 14:00 GMT | Welling United (5) | 0–5              | Carlisle United (4)                                | Park View Road Toeschouwers: 2,028 Scheidsrechter: Simon Hooper |
| 6 december 2015 14:00 GMT |                    | Wedstrijdverslag | Wyke 18', 71', 90' Sweeney 45' Grainger 67' (pen.) | Park View Road Toeschouwers: 2,028 Scheidsrechter: Simon Hooper |

|                           |                                 |                  |                      |                                                                                |
| 6 december 2015 14:00 GMT | Colchester United (3)           | 3–2              | Altrincham (5)       | Weston Homes Community Stadium Toeschouwers: 2,592 Scheidsrechter: Andy Davies |
| 6 december 2015 14:00 GMT | Harriott 14', 90+4' Lapslie 53' | Wedstrijdverslag | Moult 3' Rankine 46' | Weston Homes Community Stadium Toeschouwers: 2,592 Scheidsrechter: Andy Davies |

|                           |                          |                  |               |                                                              |
| 6 december 2015 14:00 GMT | Dagenham & Redbridge (4) | 1–1              | Whitehawk (6) | Victoria Road Toeschouwers: 1,983 Scheidsrechter: Lee Swabey |
| 6 december 2015 14:00 GMT | Cureton 5'               | Wedstrijdverslag | Rose 90+5'    | Victoria Road Toeschouwers: 1,983 Scheidsrechter: Lee Swabey |

|                                   |                       |                  |                                      |                                                                      |
| 16 december 2015 19:45 GMT Replay | Whitehawk (6)         | 2–3              | Dagenham & Redbridge (4)             | The Enclosed Ground Toeschouwers: 2,174 Scheidsrechter: Keith Stroud |
| 16 december 2015 19:45 GMT Replay | Mills 32' Gotta 90+3' | Wedstrijdverslag | Vassell 44' Passley 77' Obileye 100' | The Enclosed Ground Toeschouwers: 2,174 Scheidsrechter: Keith Stroud |

|                           |                   |                  |                         |                                                                 |
| 6 december 2015 14:00 GMT | Oxford United (4) | 1–0              | Forest Green Rovers (5) | Kassam Stadium Toeschouwers: 4,618 Scheidsrechter: Robert Lewis |
| 6 december 2015 14:00 GMT | Roofe 76'         | Wedstrijdverslag |                         | Kassam Stadium Toeschouwers: 4,618 Scheidsrechter: Robert Lewis |

|                           |                  |     |                     |                                                                   |
| 7 december 2015 19:45 GMT | Grimsby Town (5) | 0–0 | Shrewsbury Town (3) | Blundell Park Toeschouwers: 3,366 Scheidsrechter: Seb Stockbridge |
| 7 december 2015 19:45 GMT | Wedstrijdverslag |     |                     | Blundell Park Toeschouwers: 3,366 Scheidsrechter: Seb Stockbridge |

|                                   |                     |                  |                  |                                                                |
| 15 december 2015 19:45 GMT Replay | Shrewsbury Town (3) | 1–0              | Grimsby Town (5) | New Meadow Toeschouwers: 2,730 Scheidsrechter: Dean Whitestone |
| 15 december 2015 19:45 GMT Replay | Ogogo 90+2'         | Wedstrijdverslag |                  | New Meadow Toeschouwers: 2,730 Scheidsrechter: Dean Whitestone |

## Derde ronde
Vanaf deze ronde stroomden de 44 teams uit de Premier League en de Football League Championship in het toernooi. Samen met de 20 winnaars uit de tweede ronde gaat het toernooi nu de laatste fase in. Op 7 december 2015 werd er geloot voor de derde ronde.
De wedstrijden in de derde ronde werden gespeeld tussen 8 en 10 januari 2016.
Het laagst geklasseerde team dat nog in de FA Cup zat in deze ronde was Eastleigh uit de 5e Engelse divisie.
|                          |                       |                  |                        |                                                                   |
| 8 januari 2016 19:55 GMT | Exeter City (4)       | 2–2              | Liverpool (1)          | St. James Park Toeschouwers: 8,298 Scheidsrechter: Stuart Attwell |
| 8 januari 2016 19:55 GMT | Nichols 9' Holmes 45' | Wedstrijdverslag | Sinclair 12' Smith 73' | St. James Park Toeschouwers: 8,298 Scheidsrechter: Stuart Attwell |

|                                  |                                |                  |                 |                                                             |
| 20 januari 2016 20:00 GMT Replay | Liverpool (1)                  | 3-0              | Exeter City (4) | Anfield Toeschouwers: 43,292 Scheidsrechter: Neil Swarbrick |
| 20 januari 2016 20:00 GMT Replay | Allen 10' Ojo 74' Teixeira 82' | Wedstrijdverslag |                 | Anfield Toeschouwers: 43,292 Scheidsrechter: Neil Swarbrick |

|                          |                       |                  |                 |                                                               |
| 9 januari 2016 12:45 GMT | Wycombe Wanderers (4) | 1–1              | Aston Villa (1) | Adams Park Toeschouwers: 9,298 Scheidsrechter: Michael Oliver |
| 9 januari 2016 12:45 GMT | Jacobson 50' (pen.)   | Wedstrijdverslag | Richards 22'    | Adams Park Toeschouwers: 9,298 Scheidsrechter: Michael Oliver |

|                                  |                     |                  |                       |                                                              |
| 19 januari 2016 19:45 GMT Replay | Aston Villa (1)     | 2-0              | Wycombe Wanderers (4) | Villa Park Toeschouwers: 20,706 Scheidsrechter: Craig Pawson |
| 19 januari 2016 19:45 GMT Replay | Clark 75' Gueye 90' | Wedstrijdverslag |                       | Villa Park Toeschouwers: 20,706 Scheidsrechter: Craig Pawson |

|                          |             |                  |                      |                                                               |
| 9 januari 2016 15:00 GMT | Watford (1) | 1–0              | Newcastle United (1) | Vicarage Road Toeschouwers: 18,259 Scheidsrechter: Roger East |
| 9 januari 2016 15:00 GMT | Deeney 44'  | Wedstrijdverslag |                      | Vicarage Road Toeschouwers: 18,259 Scheidsrechter: Roger East |

|                          |                           |                  |                      |                                                                 |
| 9 januari 2016 15:00 GMT | West Bromwich Albion (1)  | 2–2              | Bristol City (2)     | The Hawthorns Toeschouwers: 24,917 Scheidsrechter: Graham Scott |
| 9 januari 2016 15:00 GMT | Berahino 67' Morrison 90' | Wedstrijdverslag | Kodjia 74' Agard 83' | The Hawthorns Toeschouwers: 24,917 Scheidsrechter: Graham Scott |

|                                  |                  |                  |                          |                                                                |
| 19 januari 2016 19:45 GMT Replay | Bristol City (2) | 0-1              | West Bromwich Albion (1) | Ashton Gate Toeschouwers: 15,185 Scheidsrechter: Jonathan Moss |
| 19 januari 2016 19:45 GMT Replay |                  | Wedstrijdverslag | Rondón 52'               | Ashton Gate Toeschouwers: 15,185 Scheidsrechter: Jonathan Moss |

|                          |                     |                  |                             |                                                                   |
| 9 januari 2016 15:00 GMT | West Ham United (1) | 1–0              | Wolverhampton Wanderers (2) | Boleyn Ground Toeschouwers: 34,547 Scheidsrechter: Anthony Taylor |
| 9 januari 2016 15:00 GMT | Jelavić 85'         | Wedstrijdverslag |                             | Boleyn Ground Toeschouwers: 34,547 Scheidsrechter: Anthony Taylor |

|                          |                       |                  |                          |                                                               |
| 9 januari 2016 15:00 GMT | Hartlepool United (4) | 1–2              | Derby County (2)         | Victoria Park Toeschouwers: 4,860 Scheidsrechter: Darren Bond |
| 9 januari 2016 15:00 GMT | Gray 61'              | Wedstrijdverslag | Butterfield 67' Bent 85' | Victoria Park Toeschouwers: 4,860 Scheidsrechter: Darren Bond |

|                          |                        |                  |                       |                                                                                         |
| 9 januari 2016 15:00 GMT | Colchester United (3)  | 2–1              | Charlton Athletic (2) | Weston Homes Community Stadium Toeschouwers: 5,742 Scheidsrechter: Christopher Kavanagh |
| 9 januari 2016 15:00 GMT | Moncur 28' Sordell 41' | Wedstrijdverslag | Ghoochannejhad 90'    | Weston Homes Community Stadium Toeschouwers: 5,742 Scheidsrechter: Christopher Kavanagh |

|                          |                             |                  |                       |                                                                         |
| 9 januari 2016 15:00 GMT | Peterborough United (3)     | 2–0              | Preston North End (2) | London Road Stadium Toeschouwers: 7,665 Scheidsrechter: Tony Harrington |
| 9 januari 2016 15:00 GMT | Samuelsen 7' Washington 52' | Wedstrijdverslag |                       | London Road Stadium Toeschouwers: 7,665 Scheidsrechter: Tony Harrington |

|                          |                      |                  |                                  |                                                                       |
| 9 januari 2016 15:00 GMT | Northampton Town (4) | 2–2              | Milton Keynes Dons (2)           | Sixfields Stadium Toeschouwers: 5,878 Scheidsrechter: Darren Drysdale |
| 9 januari 2016 15:00 GMT | Holmes 49', 58'      | Wedstrijdverslag | Cresswell 13' (e.d.) Maynard 82' | Sixfields Stadium Toeschouwers: 5,878 Scheidsrechter: Darren Drysdale |

|                                  |                                                |                  |                      |                                                                 |
| 19 januari 2016 19:45 GMT Replay | Milton Keynes Dons (2)                         | 3–0              | Northampton Town (4) | Stadium:mk Toeschouwers: 15,133 Scheidsrechter: Tony Harrington |
| 19 januari 2016 19:45 GMT Replay | Reeves 53' (pen.) Murphy 61' Church 89' (pen.) | Wedstrijdverslag |                      | Stadium:mk Toeschouwers: 15,133 Scheidsrechter: Tony Harrington |

|                          |                                    |                  |                |                                                                       |
| 9 januari 2016 15:00 GMT | Arsenal (1)                        | 3–1              | Sunderland (1) | Emirates Stadium Toeschouwers: 59,349 Scheidsrechter: Martin Atkinson |
| 9 januari 2016 15:00 GMT | Campbell 25' Ramsey 72' Giroud 75' | Wedstrijdverslag | Lens 17'       | Emirates Stadium Toeschouwers: 59,349 Scheidsrechter: Martin Atkinson |

|                          |                    |                  |                         |                                                               |
| 9 januari 2016 15:00 GMT | Ipswich Town (2)   | 2–2              | Portsmouth (4)          | Portman Road Toeschouwers: 17,020 Scheidsrechter: David Coote |
| 9 januari 2016 15:00 GMT | Oar 53' Fraser 88' | Wedstrijdverslag | Bennett 55' Chaplin 86' | Portman Road Toeschouwers: 17,020 Scheidsrechter: David Coote |

|                                  |                                |                  |                    |                                                                |
| 19 januari 2016 19:45 GMT Replay | Portsmouth (4)                 | 2-1              | Ipswich Town (2)   | Fratton Park Toeschouwers: 15,179 Scheidsrechter: Andy Woolmer |
| 19 januari 2016 19:45 GMT Replay | Roberts 32' (pen.) McNulty 37' | Wedstrijdverslag | Maitland-Niles 60' | Fratton Park Toeschouwers: 15,179 Scheidsrechter: Andy Woolmer |

|                          |                     |                  |                              |                                                                     |
| 9 januari 2016 15:00 GMT | Birmingham City (2) | 1–2              | AFC Bournemouth (1)          | St. Andrews Stadium Toeschouwers: 13,140 Scheidsrechter: Mike Jones |
| 9 januari 2016 15:00 GMT | Morrison 40'        | Wedstrijdverslag | Tomlin 44' (pen.) Murray 85' | St. Andrews Stadium Toeschouwers: 13,140 Scheidsrechter: Mike Jones |

|                          |                         |                  |             |                                                                      |
| 9 januari 2016 15:00 GMT | Sheffield Wednesday (2) | 2–1              | Fulham (2)  | Hillsborough Stadium Toeschouwers: 15,244 Scheidsrechter: Gavin Ward |
| 9 januari 2016 15:00 GMT | Bannan 42' Nuhiu 73'    | Wedstrijdverslag | Dembélé 43' | Hillsborough Stadium Toeschouwers: 15,244 Scheidsrechter: Gavin Ward |

|                          |               |                  |             |                                                              |
| 9 januari 2016 15:00 GMT | Brentford (2) | 0–1              | Walsall (3) | Griffin Park Toeschouwers: 7,950 Scheidsrechter: Andy Davies |
| 9 januari 2016 15:00 GMT |               | Wedstrijdverslag | Mantom 34'  | Griffin Park Toeschouwers: 7,950 Scheidsrechter: Andy Davies |

|                          |                  |     |                   |                                                         |
| 9 januari 2016 15:00 GMT | Bury (3)         | 0–0 | Bradford City (3) | Gigg Lane Toeschouwers: 6,962 Scheidsrechter: Rob Lewis |
| 9 januari 2016 15:00 GMT | Wedstrijdverslag |     |                   | Gigg Lane Toeschouwers: 6,962 Scheidsrechter: Rob Lewis |

|                                  |                           |     |                          |                                                                    |
| 19 januari 2016 19:45 GMT Replay | Bradford City (3)         | 0-0 | Bury (3)                 | Valley Parade Toeschouwers: 6,227 Scheidsrechter: Geoff Eltringham |
| 19 januari 2016 19:45 GMT Replay | Wedstrijdverslag          |     |                          | Valley Parade Toeschouwers: 6,227 Scheidsrechter: Geoff Eltringham |
| 19 januari 2016 19:45 GMT Replay | Strafschoppen             |     |                          | Valley Parade Toeschouwers: 6,227 Scheidsrechter: Geoff Eltringham |
| 19 januari 2016 19:45 GMT Replay | McMahon Davies Evans Cole | 2–4 | Tutte Lowe Clarke Mellis | Valley Parade Toeschouwers: 6,227 Scheidsrechter: Geoff Eltringham |

|                          |                              |                  |                          |                                                                 |
| 9 januari 2016 15:00 GMT | Everton (1)                  | 2–0              | Dagenham & Redbridge (4) | Goodison Park Toeschouwers: 30,918 Scheidsrechter: Paul Tierney |
| 9 januari 2016 15:00 GMT | Koné 32' Mirallas 85' (pen.) | Wedstrijdverslag |                          | Goodison Park Toeschouwers: 30,918 Scheidsrechter: Paul Tierney |

|                          |                 |                  |                    |                                                                   |
| 9 januari 2016 15:00 GMT | Southampton (1) | 1–2              | Crystal Palace (1) | St. Mary's Stadium Toeschouwers: 30,763 Scheidsrechter: Lee Mason |
| 9 januari 2016 15:00 GMT | Romeu 51'       | Wedstrijdverslag | Ward 29' Zaha 68'  | St. Mary's Stadium Toeschouwers: 30,763 Scheidsrechter: Lee Mason |

|                          |                    |                  |                      |                                                               |
| 9 januari 2016 15:00 GMT | Eastleigh (5)      | 1–1              | Bolton Wanderers (2) | Ten Acres Toeschouwers: 5,250 Scheidsrechter: Iain Williamson |
| 9 januari 2016 15:00 GMT | Dervite 51' (e.d.) | Wedstrijdverslag | Pratley 87'          | Ten Acres Toeschouwers: 5,250 Scheidsrechter: Iain Williamson |

|                                   |                                  |                  |                              |                                                                     |
| 19 januari 2016 20:00 GMT] Replay | Bolton Wanderers (2)             | 3–2              | Eastleigh (5)                | Macron Stadium Toeschouwers: 8,287 Scheidsrechter: Mark Clattenburg |
| 19 januari 2016 20:00 GMT] Replay | Madine 39' Moxey 43' Pratley 58' | Wedstrijdverslag | Partington 11' Mohamed 45+2' | Macron Stadium Toeschouwers: 8,287 Scheidsrechter: Mark Clattenburg |

|                          |                       |                  |                         |                                                                  |
| 9 januari 2016 15:00 GMT | Nottingham Forest (2) | 1–0              | Queens Park Rangers (2) | City Ground Toeschouwers: 14,197 Scheidsrechter: Oliver Langford |
| 9 januari 2016 15:00 GMT | Ward 24'              | Wedstrijdverslag |                         | City Ground Toeschouwers: 14,197 Scheidsrechter: Oliver Langford |

|                          |                      |                  |                        |                                                                    |
| 9 januari 2016 15:00 GMT | Doncaster Rovers (3) | 1–2              | Stoke City (1)         | Keepmoat Stadium Toeschouwers: 13,299 Scheidsrechter: Keith Stroud |
| 9 januari 2016 15:00 GMT | Tyson 25'            | Wedstrijdverslag | Crouch 15' Walters 57' | Keepmoat Stadium Toeschouwers: 13,299 Scheidsrechter: Keith Stroud |

|                          |                         |                  |                      |                                                               |
| 9 januari 2016 15:00 GMT | Leeds United (2)        | 2–0              | Rotherham United (2) | Elland Road Toeschouwers: 16,039 Scheidsrechter: Andy Woolmer |
| 9 januari 2016 15:00 GMT | Carayol 45' Doukara 90' | Wedstrijdverslag |                      | Elland Road Toeschouwers: 16,039 Scheidsrechter: Andy Woolmer |

|                          |                                 |                  |                           |                                                                         |
| 9 januari 2016 15:00 GMT | Huddersfield Town (2)           | 2–2              | Reading (2)               | John Smith's Stadium Toeschouwers: 9,236 Scheidsrechter: Jeremy Simpson |
| 9 januari 2016 15:00 GMT | Paterson 57' Wells 90+2' (pen.) | Wedstrijdverslag | Vydra 71' Robson-Kanu 87' | John Smith's Stadium Toeschouwers: 9,236 Scheidsrechter: Jeremy Simpson |

|                                  |                                                |                  |                       |                                                                      |
| 19 januari 2016 20:00 GMT Replay | Reading (2)                                    | 5–2              | Huddersfield Town (2) | Madejski Stadium Toeschouwers: 8,119 Scheidsrechter: Oliver Langford |
| 19 januari 2016 20:00 GMT Replay | Piazon 29' Vydra 57', 61', 90' Fernández 90+3' | Wedstrijdverslag | Paterson 8' Smith 15' | Madejski Stadium Toeschouwers: 8,119 Scheidsrechter: Oliver Langford |

|                          |                   |                  |                       |                                                                     |
| 9 januari 2016 15:00 GMT | Middlesbrough (2) | 1–2              | Burnley (2)           | Riverside Stadium Toeschouwers: 18,286 Scheidsrechter: Simon Hooper |
| 9 januari 2016 15:00 GMT | Fabbrini 36'      | Wedstrijdverslag | Hennings 45' Ward 71' | Riverside Stadium Toeschouwers: 18,286 Scheidsrechter: Simon Hooper |

|                          |                  |                  |                                        |                                                            |
| 9 januari 2016 15:00 GMT | Norwich City (1) | 0–3              | Manchester City (1)                    | Carrow Road Toeschouwers: 24,507 Scheidsrechter: Mike Dean |
| 9 januari 2016 15:00 GMT |                  | Wedstrijdverslag | Agüero 16' Iheanacho 31' De Bruyne 78' | Carrow Road Toeschouwers: 24,507 Scheidsrechter: Mike Dean |

|                          |                      |                  |                            |                                                                  |
| 9 januari 2016 15:00 GMT | Hull City (2)        | 1–0              | Brighton & Hove Albion (2) | KC Stadium Toeschouwers: 10,706 Scheidsrechter: Geoff Eltringham |
| 9 januari 2016 15:00 GMT | Snodgrass 41' (pen.) | Wedstrijdverslag |                            | KC Stadium Toeschouwers: 10,706 Scheidsrechter: Geoff Eltringham |

|                          |                       |                  |                      |                                            |
| 9 januari 2016 17:30 GMT | Manchester United (1) | 1–0              | Sheffield United (3) | Old Trafford Scheidsrechter: Jonathan Moss |
| 9 januari 2016 17:30 GMT | Rooney 90+3' (pen.)   | Wedstrijdverslag |                      | Old Trafford Scheidsrechter: Jonathan Moss |

|                           |                                    |                  |                       |                                                                  |
| 10 januari 2016 12:00 GMT | Oxford United (4)                  | 3–2              | Swansea City (1)      | Kassam Stadium Toeschouwers: 11,673 Scheidsrechter: Kevin Friend |
| 10 januari 2016 12:00 GMT | Sercombe 45' (pen.) Roofe 49', 59' | Wedstrijdverslag | Montero 23' Gomis 66' | Kassam Stadium Toeschouwers: 11,673 Scheidsrechter: Kevin Friend |

|                           |                        |                  |                        |                                                                   |
| 10 januari 2016 14:00 GMT | Carlisle United (4)    | 2–2              | Yeovil Town (4)        | Bloomfield Road Toeschouwers: 3,357 Scheidsrechter: Andrew Madley |
| 10 januari 2016 14:00 GMT | Grainger 25' Ellis 76' | Wedstrijdverslag | Zoko 71' Jeffers 90+3' | Bloomfield Road Toeschouwers: 3,357 Scheidsrechter: Andrew Madley |

|                                  |                                    |                  |                                   |                                                             |
| 19 januari 2016 19:45 GMT Replay | Yeovil Town (4)                    | 1–1              | Carlisle United (4)               | Huish Park Toeschouwers: 4,114 Scheidsrechter: Tim Robinson |
| 19 januari 2016 19:45 GMT Replay | Compton 31'                        | Wedstrijdverslag | Sweeney 77'                       | Huish Park Toeschouwers: 4,114 Scheidsrechter: Tim Robinson |
| 19 januari 2016 19:45 GMT Replay | Strafschoppen                      |                  |                                   | Huish Park Toeschouwers: 4,114 Scheidsrechter: Tim Robinson |
| 19 januari 2016 19:45 GMT Replay | Dickson Jeffers Tozer Dawson Dolan | 4–5              | Kennedy Sweeney Wyke Ibehre Ellis | Huish Park Toeschouwers: 4,114 Scheidsrechter: Tim Robinson |

|                           |                            |                  |                       |                                                                   |
| 10 januari 2016 14:00 GMT | Chelsea (1)                | 2–0              | Scunthorpe United (3) | Stamford Bridge Toeschouwers: 41,625 Scheidsrechter: Craig Pawson |
| 10 januari 2016 14:00 GMT | Costa 13' Loftus-Cheek 68' | Wedstrijdverslag |                       | Stamford Bridge Toeschouwers: 41,625 Scheidsrechter: Craig Pawson |

|                           |                            |                  |                            |                                                                    |
| 10 januari 2016 16:00 GMT | Tottenham Hotspur (1)      | 2–2              | Leicester City (1)         | White Hart Lane Toeschouwers: 35,805 Scheidsrechter: Robert Madley |
| 10 januari 2016 16:00 GMT | Eriksen 8' Kane 89' (pen.) | Wedstrijdverslag | Wasilewski 19' Okazaki 48' | White Hart Lane Toeschouwers: 35,805 Scheidsrechter: Robert Madley |

|                                  |                    |                  |                       |                                                                        |
| 20 januari 2016 19:45 GMT Replay | Leicester City (1) | 0–2              | Tottenham Hotspur (1) | King Power Stadium Toeschouwers: 30,006 Scheidsrechter: Anthony Taylor |
| 20 januari 2016 19:45 GMT Replay |                    | Wedstrijdverslag | Son 39' Chadli 66'    | King Power Stadium Toeschouwers: 30,006 Scheidsrechter: Anthony Taylor |

|                           |                  |                  |                     |                                                                       |
| 10 januari 2016 18:00 GMT | Cardiff City (2) | 0–1              | Shrewsbury Town (3) | Cardiff City Stadium Toeschouwers: 4,782 Scheidsrechter: Peter Bankes |
| 10 januari 2016 18:00 GMT |                  | Wedstrijdverslag | Mangan 62'          | Cardiff City Stadium Toeschouwers: 4,782 Scheidsrechter: Peter Bankes |

|                           |                    |                  |                               |                                                                      |
| 18 januari 2016 19:15 GMT | Newport County (4) | 1–2              | Blackburn Rovers (2)          | Rodney Parade Toeschouwers: 5,083 Scheidsrechter: Charles Breakspear |
| 18 januari 2016 19:15 GMT | Byrne 30'          | Wedstrijdverslag | Marshall 8' (pen.) Rhodes 75' | Rodney Parade Toeschouwers: 5,083 Scheidsrechter: Charles Breakspear |

## Vierde ronde
De loting voor de vierde ronde van de FA Cup vond plaats op 11 januari 2016. De laagst geklasseerde teams die nog actief deelnamen aan de vierde ronde waren Porthsmouth, Oxford United en Carlisle United, allen uitkomende in de vierde Engelse divisie de Football League Two,
De vierde ronde zal gespeeld worden in het weekend van 30 januari 2016.
|                           |                  |                  |                               |                                                                        |
| 29 januari 2016 19:55 GMT | Derby County (2) | 1–3              | Manchester United (1)         | Pride Park Stadium Toeschouwers: 31,134 Scheidsrechter: Anthony Taylor |
| 29 januari 2016 19:55 GMT | Thorne 37'       | Wedstrijdverslag | Rooney 16' Blind 65' Mata 83' | Pride Park Stadium Toeschouwers: 31,134 Scheidsrechter: Anthony Taylor |

|                           |                          |                  |                           |                                                                 |
| 30 januari 2016 15:00 GMT | West Bromwich Albion (1) | 2–2              | Peterborough United (3)   | The Hawthorns Toeschouwers: 22,517 Scheidsrechter: Kevin Friend |
| 30 januari 2016 15:00 GMT | Berhaino 14', 84'        | Wedstrijdverslag | Coulthirst 79' Taylor 86' | The Hawthorns Toeschouwers: 22,517 Scheidsrechter: Kevin Friend |

|                                   |                                       |                  |                                             |                                                                     |
| 10 februari 2016 19:45 GMT Replay | Peterborough United (3)               | 1-1              | West Bromwich Albion (1)                    | London Road Stadium Toeschouwers: 10,632 Scheidsrechter: Mike Jones |
| 10 februari 2016 19:45 GMT Replay | Taylor 55'                            | Wedstrijdverslag | Fletcher 71'                                | London Road Stadium Toeschouwers: 10,632 Scheidsrechter: Mike Jones |
| 10 februari 2016 19:45 GMT Replay | Strafschoppen                         |                  |                                             | London Road Stadium Toeschouwers: 10,632 Scheidsrechter: Mike Jones |
| 10 februari 2016 19:45 GMT Replay | Bostwick Maddison Samuelsen Fox Angol | 3–4              | Pocognoli Berahino Gardner Fletcher Chester | London Road Stadium Toeschouwers: 10,632 Scheidsrechter: Mike Jones |

|                           |                      |                  |                           |                                                                    |
| 30 januari 2016 15:00 GMT | Bolton Wanderers (2) | 1–2              | Leeds United (2)          | Macron Stadium Toeschouwers: 17,336 Scheidsrechter: Andre Marriner |
| 30 januari 2016 15:00 GMT | Pratley 80'          | Wedstrijdverslag | Doukara 8' Diagouraga 39' | Macron Stadium Toeschouwers: 17,336 Scheidsrechter: Andre Marriner |

|                           |                          |                   |             |                                                                  |
| 30 januari 2016 15:00 GMT | Arsenal (1)              | 2–1               | Burnley (2) | Emirates Stadium Toeschouwers: 59,932 Scheidsrechter: Roger East |
| 30 januari 2016 15:00 GMT | Chambers 19' Sánchez 53' | Wedstrijdsverslag | Vokes 30'   | Emirates Stadium Toeschouwers: 59,932 Scheidsrechter: Roger East |

|                           |                                             |                  |             |                                                                    |
| 30 januari 2016 15:00 GMT | Reading (2)                                 | 4–0              | Walsall (3) | Madejski Stadium Toeschouwers: 13,367 Scheidsrechter: Peter Bankes |
| 30 januari 2016 15:00 GMT | Robson-Kanu 37' Vydra 40', 89' Williams 75' | Wedstrijdverslag |             | Madejski Stadium Toeschouwers: 13,367 Scheidsrechter: Peter Bankes |

|                           |                   |     |                     |                                                                   |
| 30 januari 2016 17:30 GMT | Liverpool (1)     | 0–0 | West Ham United (1) | Anfield Road Toeschouwers: 44,006 Scheidsrechter: Martin Atkinson |
| 30 januari 2016 17:30 GMT | Wedstrijdsverslag |     |                     | Anfield Road Toeschouwers: 44,006 Scheidsrechter: Martin Atkinson |

|                                  |                            |                  |               |                                                               |
| 9 februari 2016 19:45 GMT Replay | West Ham United (3)        | 2-1              | Liverpool (1) | Boleyn Ground Toeschouwers: 34,433 Scheidsrechter: Roger East |
| 9 februari 2016 19:45 GMT Replay | Antonio 45' Ogbonna 120+1' | Wedstrijdverslag | Coutinho 48'  | Boleyn Ground Toeschouwers: 34,433 Scheidsrechter: Roger East |

|                           |                 |                  |                                            |                                                            |
| 30 januari 2016 15:00 GMT | Aston Villa (1) | 0–4              | Manchester City (1)                        | Villa Park Toeschouwers: 23,636 Scheidsrechter: Mike Jones |
| 30 januari 2016 15:00 GMT |                 | Wedstrijdverslag | Iheanacho 4', 24' (pen.), 74' Sterling 74' | Villa Park Toeschouwers: 23,636 Scheidsrechter: Mike Jones |

|                           |                                          |                 |                         |                                                             |
| 30 januari 2016 15:00 GMT | Shrewsbury Town (3)                      | 3–2             | Sheffield Wednesday (2) | New Meadow Toeschouwers: 5,699 Scheidsrechter: Paul Tierney |
| 30 januari 2016 15:00 GMT | Akpa Akpro 56' Whalley 87' Grimmer 90+7' | Westrijdverslag | McGugan 19', 76'        | New Meadow Toeschouwers: 5,699 Scheidsrechter: Paul Tierney |

|                           |                       |                  |             |                                                                 |
| 30 januari 2016 15:00 GMT | Nottingham Forest (2) | 0–1              | Watford (1) | City Ground Toeschouwers: 24,703 Scheidsrechter: Neil Swarbrick |
| 30 januari 2016 15:00 GMT |                       | Wedstrijdverslag | Ighalo 89'  | City Ground Toeschouwers: 24,703 Scheidsrechter: Neil Swarbrick |

|                           |                    |                  |                |                                                                     |
| 30 januari 2016 15:00 GMT | Crystal Palace (1) | 1–0              | Stoke City (1) | Selhurst Park Toeschouwers: 17,062 Scheidsrechter: Mark Clattenburg |
| 30 januari 2016 15:00 GMT | Zaha 17'           | Wedstrijdverslag |                | Selhurst Park Toeschouwers: 17,062 Scheidsrechter: Mark Clattenburg |

|                           |                   |                  |                                     |                                                                 |
| 30 januari 2016 15:00 GMT | Oxford United (4) | 0–3              | Blackburn Rovers (2)                | Kassam Stadium Toeschouwers: 11,647 Scheidsrechter: Andy Davies |
| 30 januari 2016 15:00 GMT |                   | Wedstrijdverslag | Marshall 36' (pen.), 76' Watt 45+2' | Kassam Stadium Toeschouwers: 11,647 Scheidsrechter: Andy Davies |

|                           |                |                  |                     |                                                             |
| 30 januari 2016 15:00 GMT | Portsmouth (4) | 1–2              | AFC Bournemouth (1) | Fratton Park Toeschouwers: 18,901 Scheidsrechter: Mike Dean |
| 30 januari 2016 15:00 GMT | Roberts 43'    | Wedstrijdverslag | King 71' Pugh 83'   | Fratton Park Toeschouwers: 18,901 Scheidsrechter: Mike Dean |

|                           |                       |                  |                                      |                                                                                   |
| 30 januari 2016 12:45 GMT | Colchester United (3) | 1–4              | Tottenham Hotspur (1)                | Weston Homes Community Stadium Toeschouwers: 9,920 Scheidsrechter: Michael Oliver |
| 30 januari 2016 12:45 GMT | Davies 80' (e.d.)     | Wedstrijdverslag | Chadli 27', 78' Dier 64' Carroll 82' | Weston Homes Community Stadium Toeschouwers: 9,920 Scheidsrechter: Michael Oliver |

|                           |           |                  |                            |                                                           |
| 30 januari 2016 15:00 GMT | Bury (3)  | 1–3              | Hull City (2)              | Gigg Lane Toeschouwers: 7,064 Scheidsrechter: Darren Bond |
| 30 januari 2016 15:00 GMT | Jones 86' | Wedstrijdverslag | Akpom 14', 57' (pen.), 69' | Gigg Lane Toeschouwers: 7,064 Scheidsrechter: Darren Bond |

|                           |                     |                  |                                |                                                             |
| 31 januari 2016 13:30 GMT | Carlisle United (4) | 0–3              | Everton (1)                    | Brunton Park Toeschouwers: 17,101 Scheidsrechter: Lee Mason |
| 31 januari 2016 13:30 GMT |                     | Wedstrijdverslag | Koné 2' Lennon 14' Barkley 65' | Brunton Park Toeschouwers: 17,101 Scheidsrechter: Lee Mason |

|                           |                        |                  |                                                  |                                                               |
| 31 januari 2016 16:00 GMT | Milton Keynes Dons (2) | 1–5              | Chelsea (1)                                      | Stadium:mk Toeschouwers: 28,172 Scheidsrechter: Jonathan Moss |
| 31 januari 2016 16:00 GMT | Potter 21'             | Wedstrijdverslag | Oscar 15', 32', 44' Hazard 55' (pen.) Traoré 62' | Stadium:mk Toeschouwers: 28,172 Scheidsrechter: Jonathan Moss |

## Vijfde ronde
De vijfde ronde zal gespeeld worden in het weekend van 20 februari 2016. Het laagst geklasseerde team dat nog actief deelnam aan de vijfde ronde was Shrewsbury Town, uitkomend in de derde Engelse divisie de Football League One.
|                            |                  |     |               |                                                                 |
| 20 februari 2016 12:45 GMT | Arsenal (1)      | 0–0 | Hull City (2) | Emirates Stadium Toeschouwers: 59,830 Scheidsrechter: Mike Dean |
| 20 februari 2016 12:45 GMT | Wedstrijdverslag |     |               | Emirates Stadium Toeschouwers: 59,830 Scheidsrechter: Mike Dean |

|                               |               |                  |                                  |                                                            |
| 8 maart 2016 19:00 GMT Replay | Hull City (2) | 0–4              | Arsenal (1)                      | KC Stadium Toeschouwers: 20,993 Scheidsrechter: Mike Jones |
| 8 maart 2016 19:00 GMT Replay |               | Wedstrijdverslag | Giroud 41', 71' Walcott 77', 89' | KC Stadium Toeschouwers: 20,993 Scheidsrechter: Mike Jones |

|                            |                                     |                  |                          |                                                                      |
| 20 februari 2016 15:00 GMT | Reading (2)                         | 3–1              | West Bromwich Albion (1) | Madejski Stadium Toeschouwers: 19,566 Scheidsrechter: Anthony Taylor |
| 20 februari 2016 15:00 GMT | McShane 59' Hector 72' Piazon 90+4' | Wedstrijdverslag | Fletcher 54'             | Madejski Stadium Toeschouwers: 19,566 Scheidsrechter: Anthony Taylor |

|                            |                    |                  |                  |                                                                   |
| 20 februari 2016 15:00 GMT | Watford (1)        | 1–0              | Leeds United (2) | Vicarage Road Toeschouwers: 18,336 Scheidsrechter: Michael Oliver |
| 20 februari 2016 15:00 GMT | Wootton 53' (e.d.) | Wedstrijdverslag |                  | Vicarage Road Toeschouwers: 18,336 Scheidsrechter: Michael Oliver |

|                            |                     |                  |                        |                                                                 |
| 20 februari 2016 17:15 GMT | AFC Bournemouth (1) | 0–2              | Everton (1)            | Dean Court Toeschouwers: 11,404 Scheidsrechter: Martin Atkinson |
| 20 februari 2016 17:15 GMT |                     | Wedstrijdverslag | Barkley 55' Lukaku 76' | Dean Court Toeschouwers: 11,404 Scheidsrechter: Martin Atkinson |

|                            |                      |                  |                                             |                                                               |
| 21 februari 2016 14:00 GMT | Blackburn Rovers (2) | 1–5              | West Ham United (1)                         | Ewood Park Toeschouwers: 18,793 Scheidsrechter: Jonathan Moss |
| 21 februari 2016 14:00 GMT | Marshall 20'         | Wedstrijdverslag | Moses 26' Payet 36', 90+2' Emenike 64', 85' | Ewood Park Toeschouwers: 18,793 Scheidsrechter: Jonathan Moss |

|                            |                       |                  |                    |                                                                   |
| 21 februari 2016 15:00 GMT | Tottenham Hotspur (1) | 0–1              | Crystal Palace (1) | White Hart Lane Toeschouwers: 35,547 Scheidsrechter: Craig Pawson |
| 21 februari 2016 15:00 GMT |                       | Wedstrijdverslag | Kelly 45+1'        | White Hart Lane Toeschouwers: 35,547 Scheidsrechter: Craig Pawson |

|                            |                                                        |                  |                     |                                                                     |
| 21 februari 2016 16:00 GMT | Chelsea (1)                                            | 5–1              | Manchester City (1) | Stamford Bridge Toeschouwers: 41,594 Scheidsrechter: Andre Marriner |
| 21 februari 2016 16:00 GMT | Costa 35' Willian 48' Cahill 53' Hazard 67' Traoré 89' | Wedstrijdverslag | Faupala 37'         | Stamford Bridge Toeschouwers: 41,594 Scheidsrechter: Andre Marriner |

|                            |                     |                  |                                   |                                                              |
| 22 februari 2016 19:45 GMT | Shrewsbury Town (3) | 0–3              | Manchester United (1)             | New Meadow Toeschouwers: 9,370 Scheidsrechter: Robert Madley |
| 22 februari 2016 19:45 GMT |                     | Wedstrijdverslag | Smalling 37' Mata 45' Lingard 61' | New Meadow Toeschouwers: 9,370 Scheidsrechter: Robert Madley |

## Kwartfinales
De kwartfinales zullen gespeeld worden in het weekend van 12 maart 2016. Het laagst geklasseerde team dat nog actief deelnam aan de kwartfinales was Reading, uitkomend in de tweede Engelse divisie de Football League Championship.
|                         |             |                  |                                  |                                                                 |
| 11 maart 2016 19:55 GMT | Reading (2) | 0–2              | Crystal Palace (1)               | Madejski Stadium Toeschouwers: 23,110 Scheidsrechter: Mike Dean |
| 11 maart 2016 19:55 GMT |             | Wedstrijdverslag | Cabaye 86' (pen.) Campbell 90+4' | Madejski Stadium Toeschouwers: 23,110 Scheidsrechter: Mike Dean |

|                         |                 |                  |             |                                                                   |
| 12 maart 2016 17:30 GMT | Everton (1)     | 2–0              | Chelsea (1) | Goodison Park Toeschouwers: 37,283 Scheidsrechter: Michael Oliver |
| 12 maart 2016 17:30 GMT | Lukaku 77', 82' | Wedstrijdverslag |             | Goodison Park Toeschouwers: 37,283 Scheidsrechter: Michael Oliver |

|                         |             |                  |                          |                                                                      |
| 13 maart 2016 13:30 GMT | Arsenal (1) | 1–2              | Watford (1)              | Emirates Stadium Toeschouwers: 58,436 Scheidsrechter: Andre Marriner |
| 13 maart 2016 13:30 GMT | Welbeck 88' | Wedstrijdverslag | Ighalo 50' Guedioura 63' | Emirates Stadium Toeschouwers: 58,436 Scheidsrechter: Andre Marriner |

|                         |                       |                  |                     |                                                                   |
| 13 maart 2016 16:00 GMT | Manchester United (1) | 1–1              | West Ham United (1) | Old Trafford Toeschouwers: 74,298 Scheidsrechter: Martin Atkinson |
| 13 maart 2016 16:00 GMT | Martial 83'           | Wedstrijdverslag | Payet 68'           | Old Trafford Toeschouwers: 74,298 Scheidsrechter: Martin Atkinson |

|                                |                     |                  |                           |                                                               |
| 13 april 2016 19:00 BST Replay | West Ham United (1) | 1–2              | Manchester United (1)     | Boleyn Ground Toeschouwers: 33,505 Scheidsrechter: Roger East |
| 13 april 2016 19:00 BST Replay | Tomkins 79'         | Wedstrijdverslag | Rashford 54' Fellaini 67' | Boleyn Ground Toeschouwers: 33,505 Scheidsrechter: Roger East |

## Halve finales
De halve finales zullen gespeeld worden op 23 en 24 april 2016 in het Wembley Stadium in Londen.
|                     |                     |                  |                            |                                                                             |
| 23 april 2016 18:15 | Everton (1)         | 1–2              | Manchester United (1)      | Wembley Stadium, Londen Toeschouwers: 86,064 Scheidsrechter: Anthony Taylor |
| 23 april 2016 18:15 | Smalling 75' (e.d.) | Wedstrijdverslag | Fellaini 34' Martial 90+3' | Wembley Stadium, Londen Toeschouwers: 86,064 Scheidsrechter: Anthony Taylor |

|                     |                        |                  |             |                                                                           |
| 24 april 2016 17:00 | Crystal Palace (1)     | 2-1              | Watford (1) | Wembley Stadium, Londen Toeschouwers: 79,110 Scheidsrechter: Craig Pawson |
| 24 april 2016 17:00 | Bolasie 6' Wickham 61' | Wedstrijdverslag | Deeney 55'  | Wembley Stadium, Londen Toeschouwers: 79,110 Scheidsrechter: Craig Pawson |

## Finale
De finale werd gespeeld op 21 mei 2016 in het Wembley Stadium in Londen.
|                   |                    |              |                       |                                                                               |
| 21 mei 2016 18.30 | Crystal Palace (1) | 1 – 2 (n.v.) | Manchester United (1) | Wembley Stadium, Londen Toeschouwers: 88.619 Scheidsrechter: Mark Clattenburg |
| 21 mei 2016 18.30 | Puncheon 78'       |              | Mata 81' Lingard 110' | Wembley Stadium, Londen Toeschouwers: 88.619 Scheidsrechter: Mark Clattenburg |